# Ángel Esteban González
Ángel Esteban González es un filántropo rosalista español, y uno de los grandes creadores de rosas nuevas del mundo.

## Historia
Ángel Esteban González es un conocido coleccionista de las más singulares especies de rosas; lleva más de 60 años dedicado al mundo del cultivo de las rosas y es autor de varias publicaciones sobre el tema. 
En sus colecciones cuenta con ejemplares de casi 600 variedades diferentes, varios de ellos históricos, algunos del siglo XVIII y XIX, la mayoría, de principios del siglo XX. Siendo 285 de estas variedades exclusivas, pues solo se encuentran en esta colección.
En su faceta de hibridador rosalista Ángel Esteban consiguió en 2004 la  obtención 'Comunidad de Madrid' dedicado a todos los madrileños amantes de la belleza de la Naturaleza.
En 2007  obtuvo la rosa 'Paz', que se la dedicó a todas las víctimas de la violencia terrorista. Esta rosa ha sido obtenida por Ángel Esteban, y es un rosal arbustivo de flores color blanco pálido y ramas en sarmiento, procedente de dos híbridos de té: la rosa 'María Teresa de Requena' obtentor de Ángel Esteban y la rosa 'Luisa Fernanda de Silva', un floribunda de té obtenida en 1946 por Pedro Dot.

## Legado
Entre su legado más importante destacan las colecciones de rosales cedidas a la Universidad de Alcalá y la colección cedida al Ayuntamiento de Alcalá de Henares, que han dado lugar a los núcleos principales de:
- La Rosaleda Ángel Esteban ubicada en el Real Jardín Botánico Juan Carlos I a la que donó una colección de rosales que incluye una mayoría de Híbrido de té junto a rosales antiguos, trepadores, rosales premiados en diferentes concursos internacionales y rosales miniatura.

- La Rosaleda del Parque O'Donnell de Alcalá de Henares creada en el año 2012 con un núcleo importante por la colección de rosales cedida al Ayuntamiento de Alcalá de Henares por Ángel Esteban González y María Teresa Gómez Batanero. La rosaleda del Parque O'Donnell presenta más de 2.600 ejemplares, de los cuales 166 son trepadores, y se corresponden con variedades de famosos obtentores de rosas, destacando la "Meilland" de Pedro Dot Martínez o la Rosa "Mollerin" de W. Kordes' Söhne, con una gran gama cromática.[4][5]